# Yummie
Yummie är en svensk popgrupp från slutet av 1990-talet till början av 2000-talet. 
Gruppen bestod av fyra medlemmar från början men efter att Mr Y slutat fortsatte gruppen som en trio:
- Göran "Guran" "Maestro" Florén
- Teddy "Zed" Gustavsson
- Petra "Qute" Garnås
- Thomas "Mr Y" Walther (Originalmedlem fram till 2000)

Yummie startade i Haninge 1997 som en kompisgrupp som sedan kom att utvecklas till ett starkare samarbete. De fick kontrakt med skivbolaget Stockhouse records och har hittills släppt 1 album och 3 singlar.
Gruppen hade viss framgång ute i världen i bland annat Japan, Norge, Estland och Polen. Skivorna släpptes i bland annat Sverige, Norge, Finland, Japan, Polen, Estland, Tjeckien och Ungern.

## Diskografi
- 1999 Bubblegum (singel)
- 2000 Poppa Joe (singel)
- 2000 Sweet & Sour (album)
- 2001 Get out of my face (singel)

## Video
- 1999 Bubblegum
- 2009 Fans info
- 2010 Yummie på Facebook